# 백무산
백무산(본성명 백봉석, 1955년 ~ )은 대한민국의 시인이자 노동운동가이다.

## 약력
1955년 경상북도 영천군 (現:영천시)에서 태어났다. 1974년에 주식회사 현대중공업에 노동자로서 입사해 노동하다가 1984년 『민중시』 제1 집에 「지옥선」 을 발표하면서 시인으로서 활동하기 시작했다. 《노동해방문학》 편집위원을 지냈고 1992년 국가보안법 위반 혐의로 구속당한 적이 있다. 1984년에 등단하고서 대기업 공장 노동자 출신 시인으로서 크게 관심받아 왔고 혁명가이자 시인인 박노해 등과 함께 1980년대 노동을 주제로 시를 전문으로 지은 사람들 가운데 한 명으로 손꼽힌다. 보통과 다르게 시집 『동트는 미포만의 새벽을 딛고』(노동문학사, 1990)는 1988년 말에서 1989년 초까지 4개월여에 걸쳐 진행된 울산 현대중공업 대파업 투쟁을 완결된 장시 한 편으로서 엮어 내어 주목받았고‘정치 조직을 이용한 노동계급의 권력 획득’을 선언하면서 노동계급의 투쟁을 바른대로 읊었다고 평가되기도 했다. 백무산은 1990년대 이후에도 꾸준히 활동하면서 노동자가 단순히 생활하는 조건뿐만 아니라 자본의 폭력성을 대상으로 한 근원이 되는 비판이나 생태 문제로 관심의 폭을 넓히면서 자본의 가치를 넘어서 사람의 근원에 천착한 바를 시에 담아 낸다.

## 작품

### 시집
- 1988년 《만국의 노동자여》, 도서출판 청사
- 1990년 《동트는 미포만의 새벽을 딛고》, 노동문학사
- 1996년 《인간의 시간》, 창작과비평사
- 1999년 《길은 광야의 것이다》, 창작과비평사
- 2003년 《초심》, 실천문학사
- 2004년 《길 밖의 길》, 갈무리
- 2008년 《거대한 일상》, 창작과비평사
- 2012년 《그 모든 가장자리》, 창작과비평사
- 2014년 《그대 없이 저녁은 오고》, 지식을 만드는 지식
- 2015년 《폐허를 인양하다》, 창작과비평사
- 2020년 《이렇게 한심한 시절의 아침에》, 창작과비평사

## 일화
- 2007년 대통령 선거에서는 문국현 지지를 선언했다.[1]

## 수상
- 1989년 제1회 이산문학상
- 1997년 제12회 만해문학상
- 2007년 제6회 아름다운 작가상, 사단법인 한국작가회의 산하 젊은작가포럼
- 2009년 제2회 오장환문학상
- 2009년 제1회 임화문학상
- 2012년 제20회 대산문학상 시 부문
- 2015년 제17회 백석문학상

## 같이 보기
- 박노해
- 김남주